# Vovinam tại Đại hội Thể thao Trong nhà châu Á 2009
Vovinam là một trong các nội dung thi đấu chính thức tại Đại hội Thể thao Trong nhà châu Á 2009 được tổ chức tại Việt Nam theo dự kiến từ ngày 31 tháng 10 đến ngày 04 tháng 11 tại Nhà thi đấu Quân khu 7. Đây cũng là một trong bốn môn thể thao được chọn tổ chức nằm thi đấu lấy kinh nghiệm và nâng cao chất lượng phục vụ tại Đại hội chính. Giải diễn ra chỉ một ngày 30 tháng 07 ngay khi Giải Vovinam thế giới lần 1 vừa kết thúc, thu hút 5 quốc gia châu Á: Iran, Thái Lan, Ấn Độ, Campuchia và Việt Nam. Năm quốc gia sẽ tranh tài ở các nội dung thi quyền và đối kháng để giành 14 bộ huy chương.

## Tổng kết

### Bảng thành tích
| 1    | Ấn Độ (IND)     | 4  | 1 | 3  | 8  |
| 2    | Việt Nam (VIE)  | 4  | 1 | 2  | 7  |
| 3    | Campuchia (CAM) | 2  | 3 | 3  | 8  |
| 4    | Iran (IRI)      | 1  | 1 | 2  | 4  |
| 4    | Thái Lan (THA)  | 1  | 0 | 1  | 2  |
| Tổng | Tổng            | 12 | 6 | 11 | 29 |

## Người chiến thắng

### Đối kháng
| Nội dung  | Vàng                         | Bạc                    | Đồng |
| --------- | ---------------------------- | ---------------------- | ---- |
| Nam 55 kg | Thân Lại Kim Long (VIE)      |                        |      |
| Nam 60 kg | Rueangrum Channarong (THA)   | Mai Đình Chiến (VIE)   |      |
| Nam 65 kg | Hồ Minh Tâm (VIE)            |                        |      |
| Nam 70 kg | Jadidi Alireza (IRI)         | Phongsak Somnuek (THA) |      |
| Nữ 50 kg  | Nguyễn Thị Ngọc Truyển (VIE) |                        |      |
| Nữ 55 kg  | Bùi Thị Minh Khoa (VIE)      |                        |      |

### Thi quyền
| Nội dung          | Vàng                                                                                                  | Bạc | Đồng |
| ----------------- | --- | --- | ---- |
| Đòn chân tấn công | Lỗi Lua trong Mô_đun:Country_alias tại dòng 277: Tham số 1 phải là (các) tên của (các) vận động viên. |     |      |
| Tự vệ nữ          | Lỗi Lua trong Mô_đun:Country_alias tại dòng 277: Tham số 1 phải là (các) tên của (các) vận động viên. |     |      |
| Đa luyện nữ       | Lỗi Lua trong Mô_đun:Country_alias tại dòng 277: Tham số 1 phải là (các) tên của (các) vận động viên. |     |      |
| Long hổ quyền     | Lỗi Lua trong Mô_đun:Country_alias tại dòng 277: Tham số 1 phải là (các) tên của (các) vận động viên. |     |      |
| Song luyện kiếm   | Lỗi Lua trong Mô_đun:Country_alias tại dòng 277: Tham số 1 phải là (các) tên của (các) vận động viên. |     |      |
| Song luyện mã tấu | Lỗi Lua trong Mô_đun:Country_alias tại dòng 277: Tham số 1 phải là (các) tên của (các) vận động viên. |     |      |